# Rząd Indii
Rząd Indii (Union Council of Ministers of India) − Rada ministrów − główny element władzy wykonawczej w Indiach. Przewodniczący rady ministrów jest nazywany premierem.
Z racji rozmiarów kraju i ogromnej liczby ludności rząd Indii należy od jednych z największych na świecie. Obok ministrów stojących na czele przeszło 30 ministerstw (tzw. ministrów gabinetowych) jest niemal drugie tyle ministrów stanu. Część urzędów ministrów gabinetowych i stanu pokrywa się jeśli chodzi o zakres działalności.
Rząd jest odpowiedzialny przed indyjskim parlamentem, każdy rząd musi uzyskać wotum zaufania Lok Sabhy. Zgodnie z konstytucją w rządzie nie może być więcej wszystkich ministrów niż 15% stanu liczbowego niższej izby parlamentu.
aktualnie urzędujący rząd został zaprzysiężony w 2024, a jego premierem jest Narendra Modi.
Stał on także na czele dwóch poprzednich rządów – zaprzysiężonego w 2014 roku i w 2019.

## Ministrowie i ministerstwa w rządzie Indii
Lista aktualnie istniejących urzędów ministerialnych (dotyczy ministrów gabinetowych)
- Premier
- Minister ds. kadr, skarg publicznych i emerytur
- Minister spraw wewnętrznych
- Minister spraw zagranicznych
- Minister ds. posiadłości zamorskich
- Minister finansów
- Minister obrony
- Minister informacji i środków przekazu
- Minister kolejnictwa
- Minister rozwoju miast
- Minister ds. wychodzenia z bezdomności i ubóstwa
- Minister spraw parlamentarnych
- Minister ruchu drogowego i autostrad
- Minister żeglugi
- Minister prawa i sprawiedliwości
- Minister zasobów wodnych, rozwoju rzek i rekultywacji Gangesu
- Minister mniejszości narodowych
- Minister rozwoju obszarów wiejskich
- Minister pańćajatu[6]
- Minister ds. higieny i wody pitnej
- Minister ochrony konsumentów, żywności i dystrybucji publicznej
- Minister ds. małych i średnich przedsiębiorstw
- Minister ds. kobiet i rozwoju dzieci
- Minister ds. chemikaliów i nawozów
- Minister komunikacji i technologii informatycznych
- Minister lotnictwa cywilnego
- Minister przemysłu ciężkiego i przedsiębiorstw państwowych
- Minister przemysłu przetwórstwa żywności
- Minister ds. kopalń
- Minister ds. stali
- Minister pracy i zatrudnienia
- Minister spraw plemiennych[7]
- Minister rolnictwa
- Minister sprawiedliwości społecznej i równouprawnienia
- Minister rozwoju zasobów ludzkich
- Minister nauki i technologii
- Minister zdrowia i opieki społecznej